# AUnit
AUnit è un framework di unit testing della famiglia xUnit per il linguaggio Ada, sviluppato originariamente da Ed Falis e mantenuto da AdaCore, distribuito insieme a GNAT.

## Framework
AUnit è costituito da un insieme di package che implementano le varie componenti del framework, la cui radice è il package AUnit:
- AUnit
  - Assertions
  - Last_Chanche_Handler
  - Memory
    - Utils

  - Options
  - Reporter
    - GNATtest
    - Text
    - XML

  - Run
  - Simple_Test_Cases
  - Test_Caller
  - Test_Cases 
    - Registration
    - Specific_Test_Case_Registration

  - Test_Filters
  - Test_Fixtures
  - Test_Results
  - Test_Suites
  - Tests
  - Time_Measure

### Simple Test Cases
Il tipo tagged astratto AUnit.Simple_Test_Cases.Test_Case definisce il test case più semplice, da cui derivano gli altri test case della libreria e che può essere usato come base per tipi di test case definiti dall'utente. Per tale tipo sono definite alcune routine che, tramite l'override, permettono di specificare il comportamento:
```
function
 
Name
 
(
T
 
: 
Test_Case
)
 
return
 
Message_String
 
is
 
abstract
;

procedure
 
Run_Test
 
(
T
 
: 
in
 
out
 
Test_Case
)
 
is
 
abstract
;

procedure
 
Set_Up
 
(
T
 
: 
in
 
out
 
Test_Case
);

procedure
 
Tear_Down
 
(
T
 
: 
in
 
out
 
Test_Case
);

```

La funzione Name definisce il nome del test case e la procedura Run_Test contiene il codice da eseguire nel test, con le eventuali asserzioni definite nel package AUnit.Assertions. Le procedure Set_Up e Tear_Down definiscono le eventuali azioni da eseguire rispettivamente prima e dopo ogni test, tipicamente per configurare o pulire l'ambiente di esecuzione.
Un esempio è il seguente:
```
with
 
AUnit
;

with
 
AUnit.Simple_Test_Cases
;

package
 
Test_Semplice
 
is

   
type
 
Test
 
is
 
new
 
AUnit
.
Simple_Test_Cases
.
Test_Case
 
with
 
null record
;

   
overriding
 
function
 
Name
 
(
T
 
: 
Test
)
 
return
 
AUnit
.
Message_String
 
is

      
(
if
 
True
 
then
 
AUnit
.
Format
 
(
"Test operazioni"
)
 
else
 
AUnit
.
Format
 
(
""
));

   
overriding
 
procedure
 
Run_Test
 
(
T
 
: 
in
 
out
 
Test
);

end
 
Test_Semplice
;

with
 
AUnit.Assertions
;
 
use
 
AUnit.Assertions
;

package
 
body
 
Test_Semplice
 
is

   
procedure
 
Run_Test
 
(
T
 
: 
in
 
out
 
Test
)
 
is

      
I
,
 
J
 
:
 
Integer
 
:=
 
1
;

   
begin

      
Assert
 
(
I
 
+
 
J
 
=
 
2
,
 
"Errore nella somma"
);

   
end
 
Run_Test
;

end
 
Test_Semplice
;

```

### Test Cases
Oltre al più elementare tipo definito in AUnit.Simple_Test_Cases, nel framework è definito il tipo astratto AUnit.Test_Cases.Test_Case, che permette di comporre più routine in un test case. La procedura Run_Test è già definita e non deve essere sovrascritta, e il package fornisce anche un tipo per le routine di test e alcune procedure:
```
type
 
Test_Routine
 
is
 
access
 
procedure
 
(
Test
 
: 
in
 
out
 
Test_Case
'
Class
);

procedure
 
Register_Tests
 
(
Test
 
: 
in
 
out
 
Test_Case
)
 
is
 
abstract
;

procedure
 
Set_Up_Case
 
(
Test
 
: 
in
 
out
 
Test_Case
);

procedure
 
Tear_Down_Case
 
(
Test
 
: 
in
 
out
 
Test_Case
);

```

Le singole routine di test, contenenti le asserzioni, devono essere accessibili come Test_Routine, e la procedura Register_Tests permette di registrare le routine di test da eseguire, tramite la procedura AUnit.Test_Cases.Registration.Register_Routine, mentre le routine Set_Up_Case e Tear_Down_Case vengono eseguite rispettivamente prima e dopo l'intero test case (ovvero l'insieme di routine registrate).

### Test Fixture
Il tipo astratto AUnit.Test_Fixtures.Test_Fixture permette di definire delle fixture, le cui variabili sono i campi aggiunti estendendo il record. Ogni routine di test ha una propria istanza della fixture, per cui non c'è il rischio che qualche test influenzi gli altri tramite side effect. Anche per le fixture è possibile definire le procedure Set_Up e Tear_Down, eseguite rispettivamente prima e dopo ogni routine di test. I test case possono essere creati, ad esempio all'interno di una suite, a partire dalla fixture istanziando il package generico AUnit.Test_Caller e invocandone la funzione Create.
```
with
 
AUnit
;

with
 
AUnit.Test_Fixtures
;

package
 
Test_Con_Fixture
 
is

   
type
 
Test
 
is
 
new
 
AUnit
.
Test_Fixtures
.
Test_Fixture
 
with
 
record

      
I
,
 
J
 
:
 
Integer
;

   
end record
;

   
overriding
 
procedure
 
Set_Up
 
(
T
 
: 
in
 
out
 
Test
);

   
procedure
 
Test_Sottrazione
 
(
T
 
: 
in
 
out
 
Test
);

end
 
Test_Con_Fixture
;

with
 
AUnit.Assertions
;
 
use
 
AUnit.Assertions
;

package
 
body
 
Test_Con_Fixture
 
is

   
procedure
 
Set_Up
 
(
T
 
: 
in
 
out
 
Test
)
 
is

   
begin

      
T
.
I
 
:=
 
1
;

      
T
.
J
 
:=
 
1
;

   
end
 
Set_Up
;

   
procedure
 
Test_Sottrazione
 
(
T
 
: 
in
 
out
 
Test
)
 
is

   
begin

      
Assert
 
(
T
.
I
 
-
 
T
.
J
 
=
 
0
,
 
"Errore nella sottrazione"
);

   
end
 
Test_Sottrazione
;

end
 
Test_Con_Fixture
;

```

### Suite
Più test case possono essere combinati in una suite di test, usando i tipi definiti in AUnit.Test_Suites. Una suite consiste in un package contenente una funzione Suite, che restituisce un accesso ad un oggetto di tipo Test_Suite, al quale siano stati aggiunti i test case da eseguire. I test possono essere allocati staticamente o dinamicamente nel body del package, e vengono aggiunti alla suite tramite la procedura Add_Test. Le suite e i test sono implementate con il pattern composite, in quanto hanno un tipo base in comune; poiché la procedura Add_Test accetta come parametro un argomento di tipo Test_Suite'Class per l'elemento da aggiungere, è anche possibile combinare più suite aggiungendo una all'altra.
Ad esempio, per creare una suite che esegua i due test definiti negli esempi precedenti (notare che mentre il primo è allocato staticamente, il secondo, essendo basato su una fixture, è creato con la funzione AUnit.Test_Caller.Create):
```
with
 
AUnit.Test_Suites
;
 
use
 
AUnit.Test_Suites
;

package
 
Test_Suite
 
is

   
function
 
Suite
 
return
 
Access_Test_Suite
;

end
 
Test_Suite
;

with
 
Test_Semplice
;

with
 
Test_Con_Fixture
;

with
 
AUnit.Test_Caller
;

package
 
body
 
Test_Suite
 
is

   
package
 
Caller
 
is new
 
AUnit.Test_Caller
 
(
Test_Con_Fixture.Test
);

   
T
:
 
aliased
 
Test_Semplice
.
Test
;

   
function
 
Suite
 
return
 
Access_Test_Suite
 
is

      
S
 
:
 
constant
 
Access_Test_Suite
 
:=
 
new
 
Test_Suite
;

   
begin

      
S
.
Add_Test
 
(
T
'
Access
);

      
S
.
Add_Test
 
(
Caller
.
Create
 
(
"Test sottrazione"
,
 
Test_Con_Fixture
.
Test_Sottrazione
'
Access
));

      
return
 
S
;

   
end
 
Suite
;

end
 
Test_Suite
;

```

### Reporter
Una suite può essere eseguita tramite un reporter, che esegue i vari test contenuti e genera un report. Il framework fornisce due tipi di default per il reporter che generano un unico output alla fine dell'esecuzione di tutti i test; uno (AUnit.Reporter.Text.Text_Reporter) restituisce un output in testo semplice ed è utilizzabile a riga di comando, mentre l'altro (AUnit.Reporter.XML.XML_Reporter) restituisce un output in XML, utile per generare file di report o includere l'esecuzione degli unit test in un ambiente di sviluppo integrato. La versione di AUnit distribuita con GNAT contiene anche il reporter AUnit.Reporter.GNATtest.GNATtest_Reporter, impiegato per i test generati automaticamente con lo strumento GNATtest, incluso ad esempio nell'ambiente GNAT Programming Studio.
Un esempio di programma per l'esecuzione della suite definita nell'esempio precedente, generando un report in testo semplice a riga di comando:
```
with
 
Test_Suite
;

with
 
AUnit.Run
;

with
 
AUnit.Reporter.Text
;

procedure
 
Esegui_Test
 
is

   
procedure
 
Run
 
is
 
new
 
AUnit
.
Run
.
Test_Runner
 
(
Test_Suite
.
Suite
);

   
Reporter
 
:
 
AUnit
.
Reporter
.
Text
.
Text_Reporter
;

begin

   
Reporter
.
Set_Use_ANSI_Colors
(
True
);
 
-- usa colori nell'output a riga di comando

   
Run
 
(
Reporter
);

end
 
Esegui_Test
;

```